# Illa Helena
L'illa Helena és una de les illes deshabitades de les Illes de la Reina Elisabet de les illes àrtiques canadenques a la regió de Qikiqtaaluk de Nunavut, Canadà. Es troba al llarg de la costa nord de l'illa Bathurst, separada per l'estret de Sir William Parker. L'illa Seymour es troba davant de la seva costa oest. Situada a 76°39'N 101°04'W, l'illa Helena fa 327 km² en àrea i mesura 41 per 12,8 km.
Els seus principals punts de referència són Devereaux Point al nord, Noel Point a l'oest i el Cap Robert Smart al sud.